# Gelasinospora himalayensis
Gelasinospora himalayensis är en svampart som beskrevs av Y. Horie & Udagawa 1974. Gelasinospora himalayensis ingår i släktet Gelasinospora och familjen Sordariaceae.   Inga underarter finns listade i Catalogue of Life.